# Piedimonte Etneo
Piedimonte Etneo es una localidad italiana de la provincia de Catania, región de Sicilia, con 4.015 habitantes.

Ubicación de la ciudad de Piedimonte Etneo dentro de la provincia de Catania.

## Evolución demográfica
| Gráfica de evolución demográfica de Piedimonte Etneo entre 1861 y 2001 |
|                                                                        |
| Fuente ISTAT - elaboración gráfica de Wikipedia                        |